# 重排序缓冲区
在Tomasulo算法中，重排序缓冲区（英語：re-order buffer, ROB）)可以使指令在乱序执行，之后按照原有顺序提交。
在最初的动态调度乱序执行机制中，主要分三个阶段：发射（issue）、执行（execute）和写结果（write Result）。Tomasulo算法则增加了一个被称为“提交（Commit）”的过程。在写结果阶段，指令的结果暂时被存储在重排序缓冲区中。随后，指令执行的结果再被储存在寄存器或主存储器中。如果其他指令急切需要此结果，那么重排序缓冲区可以直接为其传输所需的数据。